# Talaiot de Coma-sema
El talaiot de Coma Sema o talaiot des Pins de sa Bassa és un talaiot circular enrevoltat de les restes annexes d'una altra edificació i un mur, situat a la possessió de Coma-sema (Bunyola).

## Catalogació
Aquest jaciment està catalogat amb el número 0165 de l'Inventari de Monuments Prehistòrics i històrics) amb el RI-51-0001825 en el Registre de Patrimoni de Béns Immobles.

## Situació i entorn

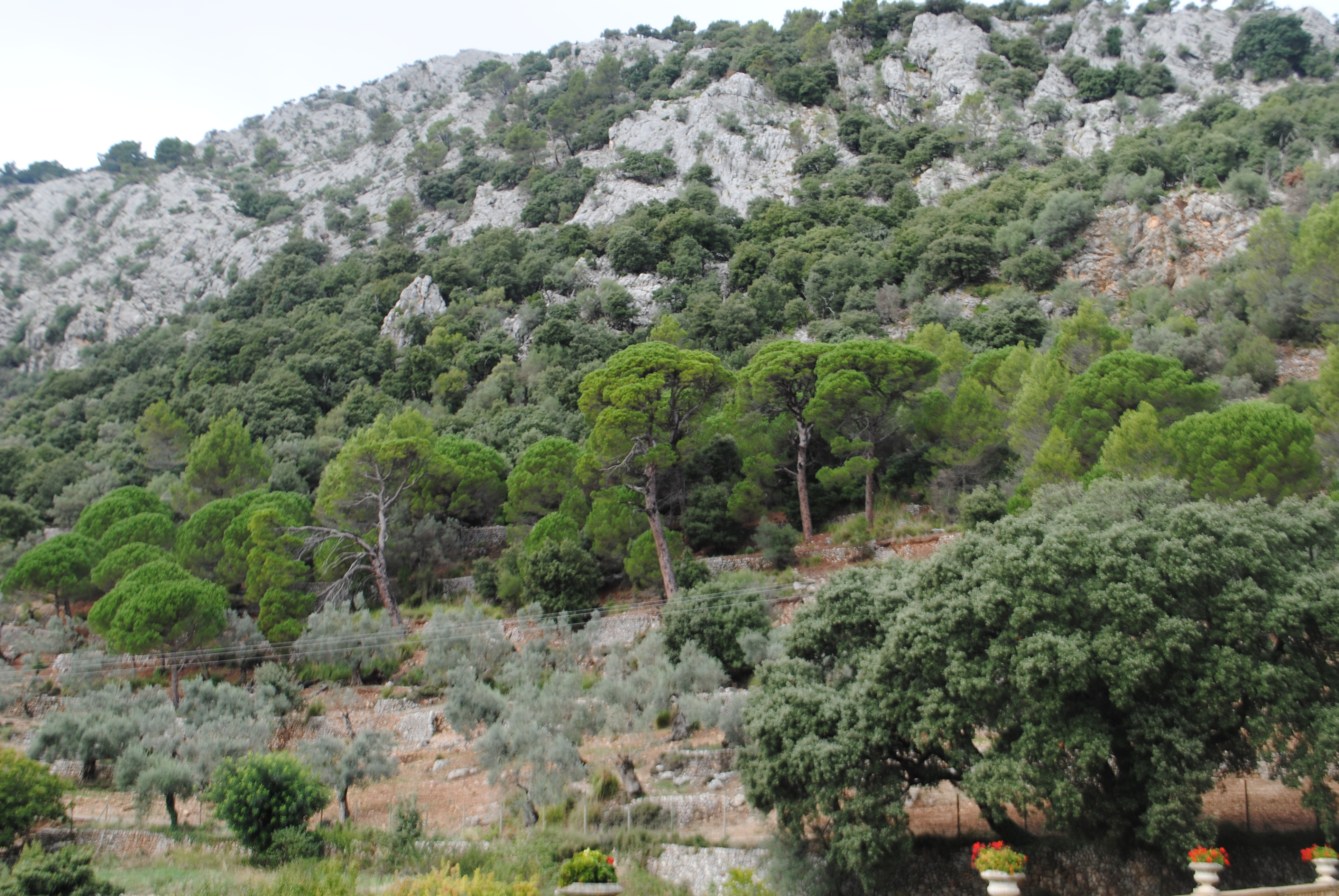
Contraforts del puig de l'Ofre prop de les cases de Coma-sema

Està situat a la serra de Tramuntana, als peus del conjunt muntanyós de l'Ofre, na Franquesa i sa Rateta, per un cantó, i per l'altre el puig de Mors. El talaiot està situat en un turó elevat sobre els terrenys dels voltants.
Pel que fa a la vegetació, molt a prop hi ha un important alzinar ben conservat, el bosc de Coma-sema. El pinar i la garriga arbustiva cobreixen zones abans desforestades. En els costers de les muntanyes hi ha zones molt erosionades (a causa de l'acció de l'aigua, el foc i les cabres).

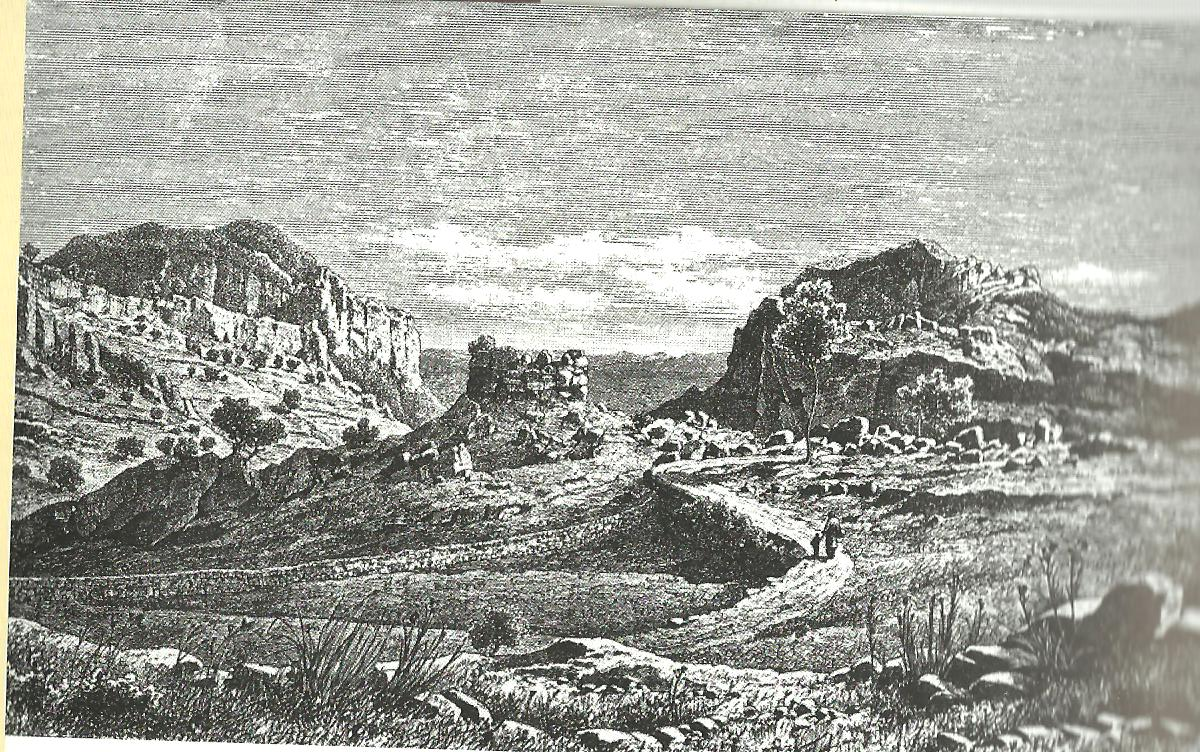
Gravat del llibre Die Balearen, de l'arxiduc Lluís Salvador (mitjan segle XIX). El camí està allà mateix, però el talaiot avui es troba enmig d'un pinar. Es veu molt bé la posició dominant sobre l'entorn del talaiot

Molt a prop del talaiot hi ha les fonts des Broll i de sa Parra, a una distància compresa entre els 200 i els 300 metres. També són propers el torrent des Barranc i el torrent des Coll des Bosc, gairebé immediats al talaiot.
Els sòls d'aquesta petita vall interior de la serra de Tramuntana són molt fèrtils i molt aptes per als conreus, tot i que la seva profunditat és reduïda i ben aviat afloren les roques.

## Marc cronològic

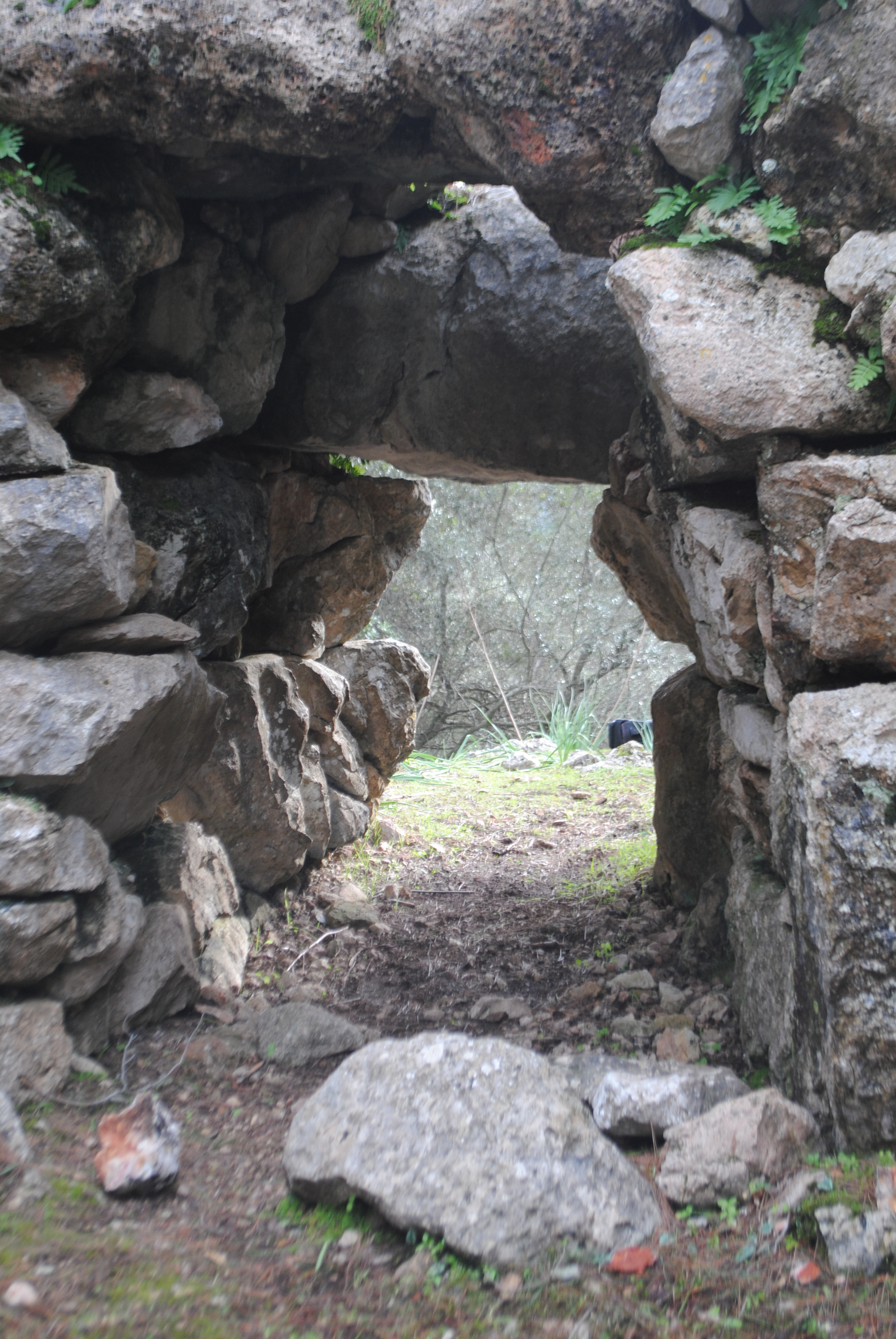
Corredor d'entrada vist des de l'interior del talaiot

A la web Arqueobalear es classifica com a pertanyent al talaiòtic. Les estructures ciclòpies conegudes per talaiots són pròpies del període que va entre 850-550 aC (Llull, V., Micó, R., Palomar, B., Rihuete, C., Risch, R., 2008). Lluís Plantalamor i Jaume Murillo (1993), a partir de l'anàlisi de la tipologia del talaiot (corredor de secció trapezoïdal i cambra irregular), consideren aquest talaiot com una forma arcaïtzant que va precedir el talaiot clàssic i l'ubiquen cronològicament “cap a mitjans del II mil·lenari aC”. Aramburu, Garrido i Sastre (1994) situen l'arribada dels pobles talaiòtics devers el 1300 aC, i el període talaiòtic inicial aniria de 1350 a 800 aC.
Per tant, podem ubicar aquest talaiot des Pins de sa Bassa en el període inicial del talaiòtic a partir de les evidències constructives arcaïtzants. Aquest període varia bastant segons els diferents autors consultats: des del 1500 al 850 aC. Així idò, abans d'estudis que permetin una datació objectiva, situaríem la construcció del talaiot sobre un ampli període al voltant de l'any 1000 aC.
Feim constar que l'existència d'altres estructures ciclòpies en les proximitats del talaiot fa pensar que la construcció conservada fos una espècie de torre central d'un conjunt més extens.

## Funcionalitat

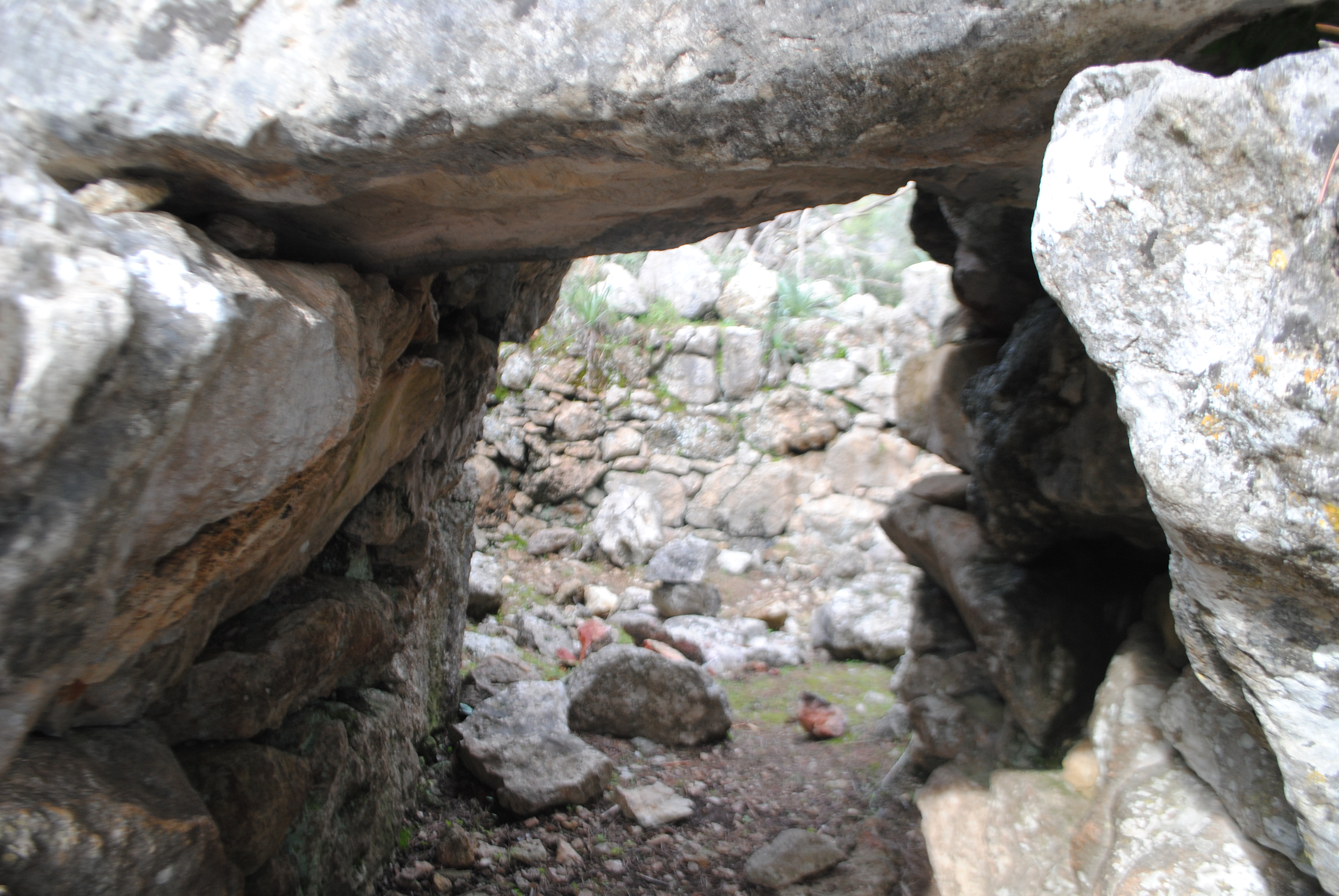
Aproximació de filades en el corredor d'accés i secció trapezoïdal del portal

El nucli habitat devia ser contigu o proper al talaiot, ocupant aquest un lloc central i elevat al costat d'altres edificacions amb funcionalitats comunals. Donades les característiques del territori (escassa superfície de conreu disponible), és possible que la comunitat talaiòtica que va construir l'edificació tengués una ocupació molt centrada en la ramaderia i possiblement vinculada a unes pràctiques de transhumància que en els períodes secs de l'estiu donaven gran importància a les àrees de muntanya.

## Descripció

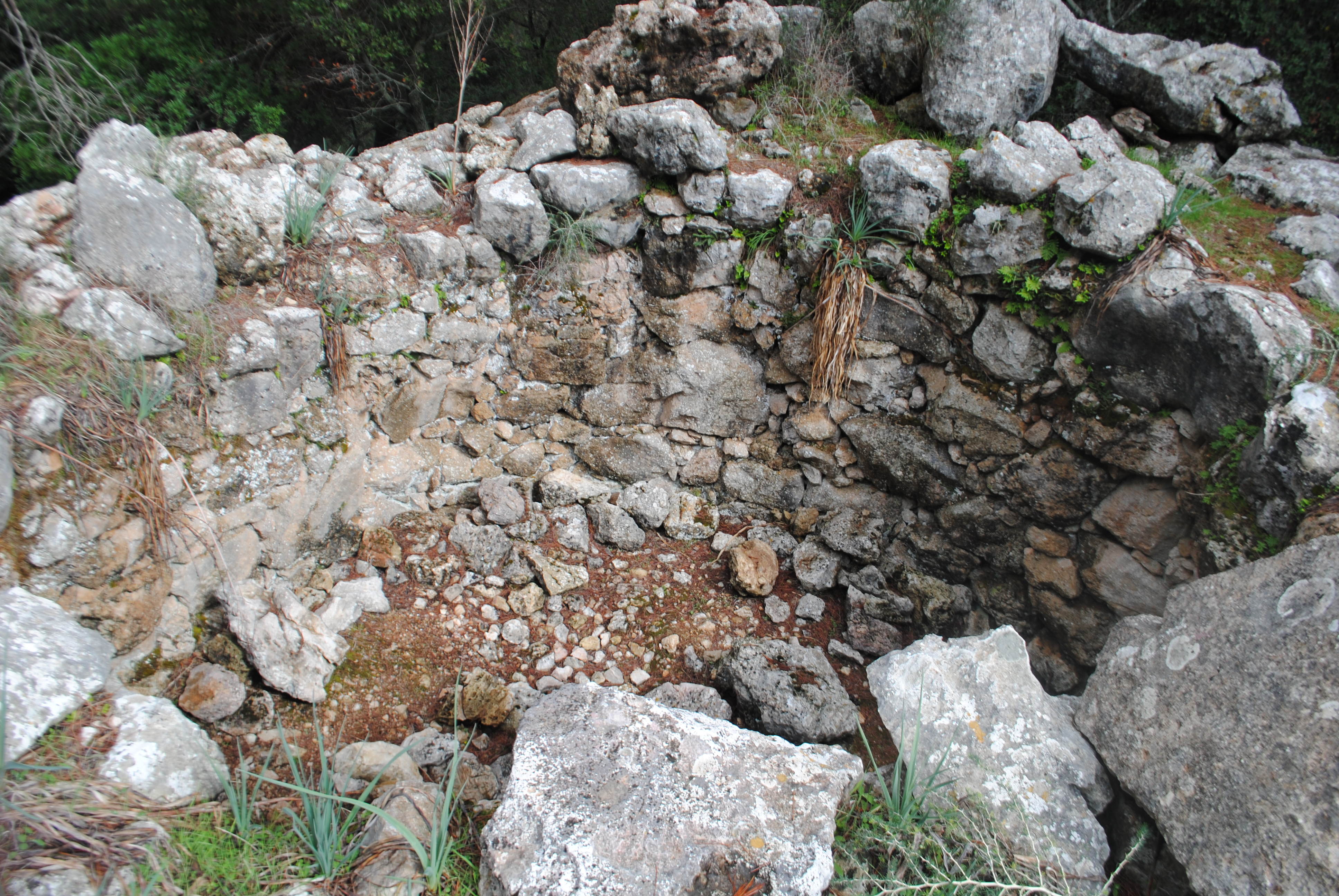
Interior circular del talaiot

Es tracta d'un talaiot circular que ocupa la part més alta d'una petita elevació rocosa.
A la part sud i sud-est es veuen, en molt mal estat, fonaments de murs i una espècie de construcció de planta quadrada. El talaiot té un portal amb llinda superior orientat al sud-est. L'alçària del portal és d'1,10 m. La part exterior del corredor d'entrada és més estreta que
la interior. La secció del portal és trapezoïdal i utilitza la tècnica d'aproximació de filades amb llinda monolítica exterior. La base del portal a la part interior és d'1,45 m i la part superior és d'1,05 m. La llinda exterior fa 1,92 m.

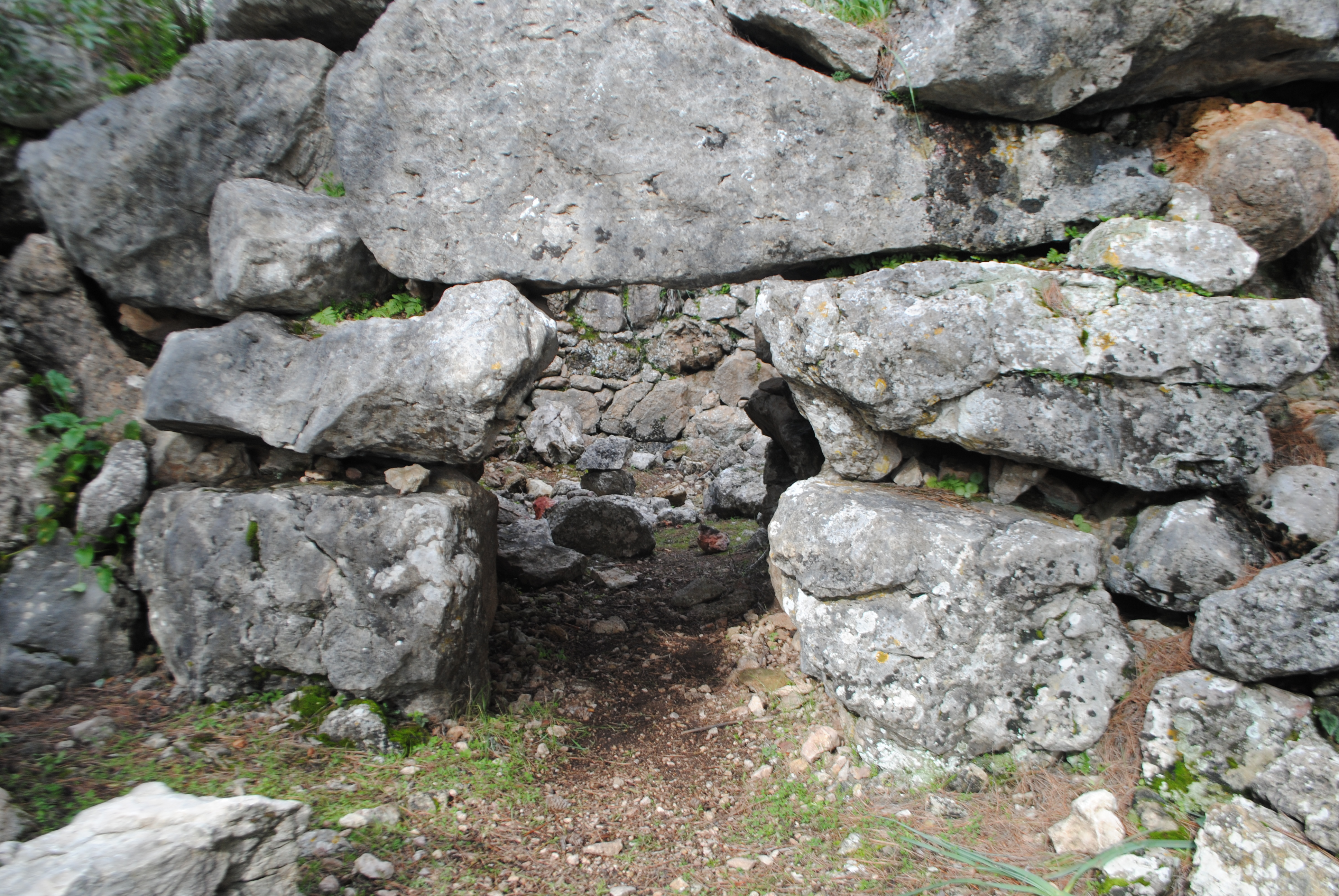
Portal d'accés amb el llindar ciclopi

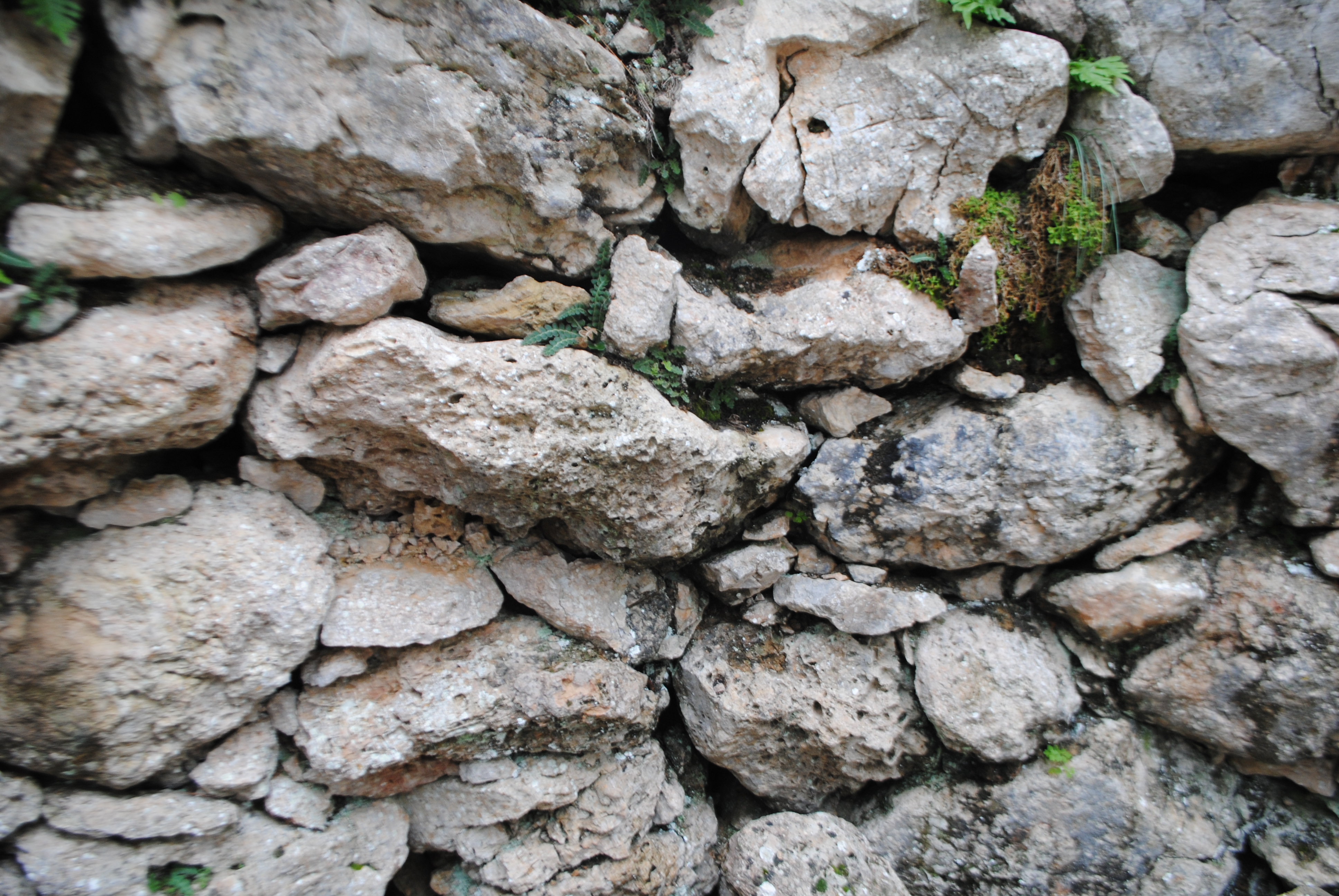
Mur perimetral a la part interior. Es veuen uns acabats fets amb pedres més petites sostengudes amb l'ús de tascons de fixació

La cambra central és circular, amb evidències d'una columna polilítica desapareguda i murs interiors fets amb pedres més petites que les exteriors, amb tascons de pedra a les juntes. Les parets de la cambra circular també segueixen la tècnica d'aproximació de filades ascendent. La cambra té una circumferència interior desplaçada en relació al perímetre exterior. El diàmetre circular és d'uns 9 metres i l'alçària màxima és de 4 metres. A la part esquerra del portal, a la part interior, s'observa una espècie d'amagatall de qualsevol possible ús.

## Visibilitat des del jaciment
No es veu cap altre jaciment. El fet d'estar en una zona de muntanya impedeix albirar les restes de S'Era Vella (dins la mateixa finca de Coma-sema) i no en parlem de les restes de Son Vidal, Son Perot o Son Palau, totes molt més a prop del poblet d'Orient.

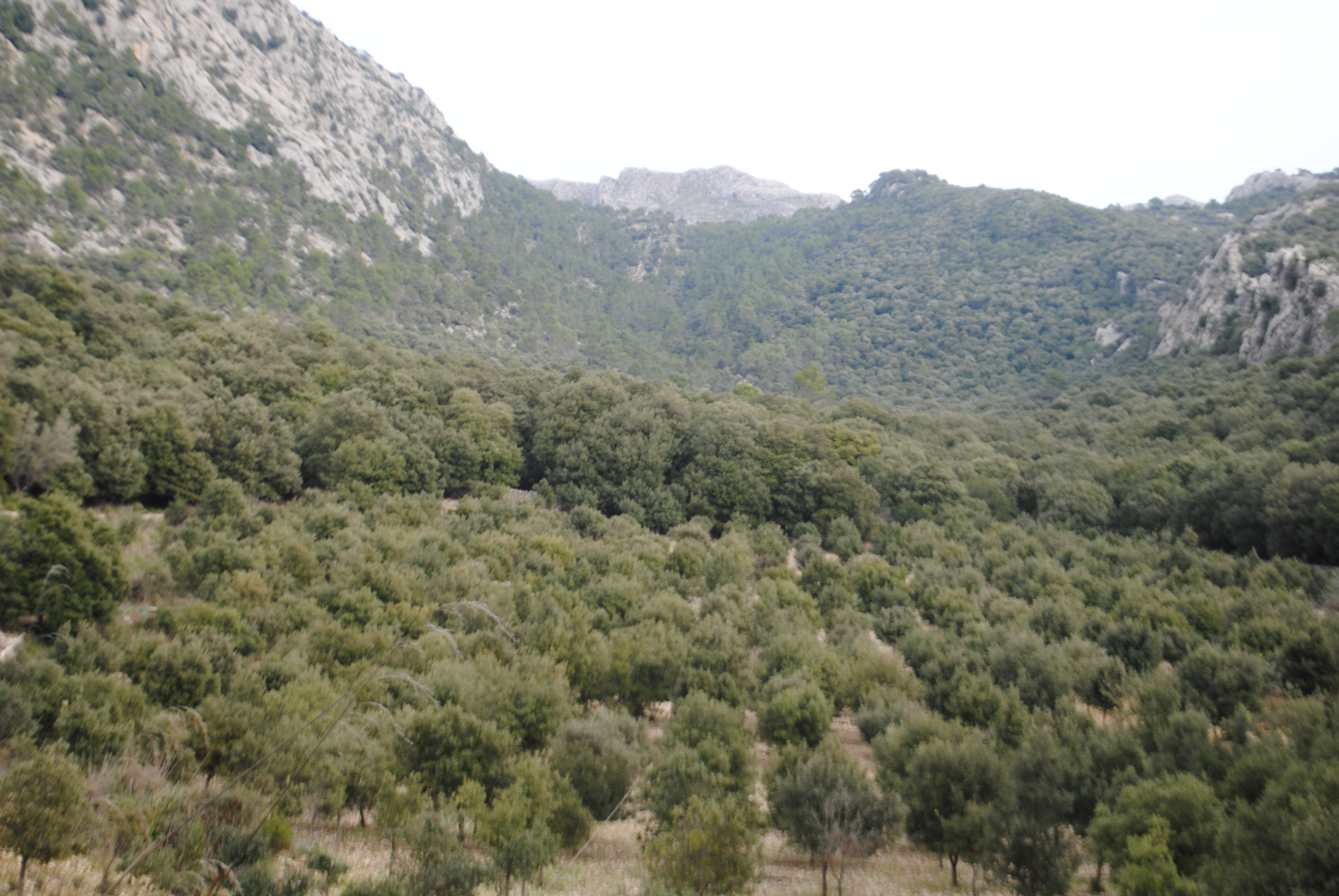
Part superior de Coma-sema des del talaiot. Es veu el Coll des Bosc i el massís dels Tossals Verds al fons. En primer terme, una antiga superfície de conreu reforestada i el bosc d'alzines de Coma-sema

Les zones albirades des del talaiot són: nord (Na Franquesa-Sa Rateta-Coll des Bosc) unes 100 ha (1.000.000 m²) de bosc i muntanya; zona est (puig de Mors) unes 20 ha de bosc i muntanya (200.000 m²); zona sud (tapada per pins i roques) sols es veuen terres molt distants; zona oest (estreps de la serra d'Alfàbia) unes 60 ha de muntanya (600.000 m²). Conclusió: es tracta d'un punt estratègic des del qual es domina tota la part més alta de la vall d'Orient en un dels punts clàssics de connexió amb les valls de Cúber i el Gorg Blau, per una banda, i amb la vall de Sóller per l'altra.

## Riscs que afecten la conservació del monument

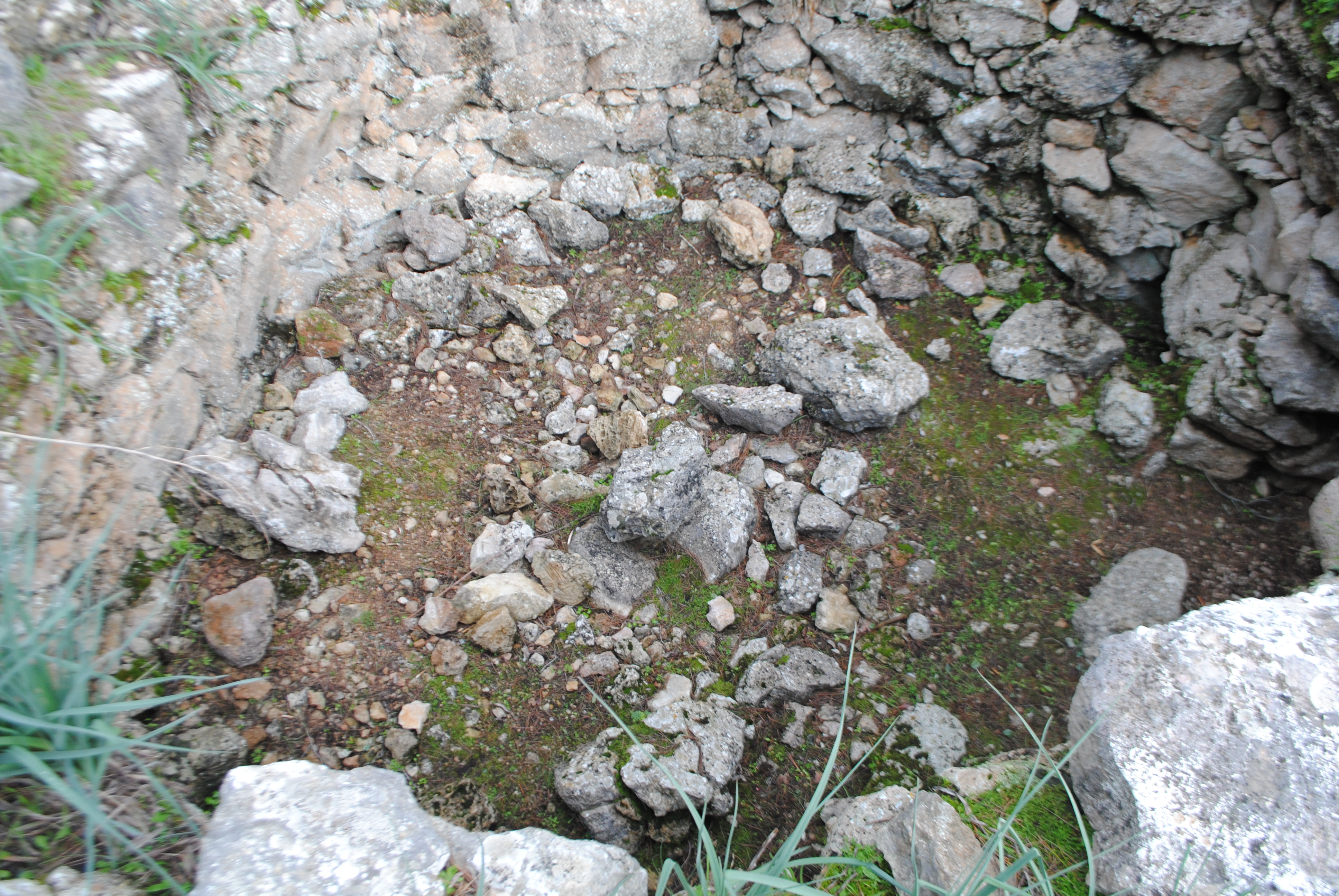
Cambra central del talaiot. Es veuen les restes del que podria ser el basament de la columna central

No s'observen perills greus que afectin la permanència del jaciment més enllà dels determinats per la progressiva deterioració natural de la pedra calcària. El talaiot va ser buidat de pedres en una època indeterminada, però no gaire llunyana, ja que es pot veure el caramull de pedres escampades a davant el portal d'accés. No sabem si l'acumulació va ser resultat d'una excavació sistemàtica o va ser una clàssica “recerca de tresors”.